# منطقه بالسوور
منطقه بالسوور (به انگلیسی: Bolsover District) یک منطقهٔ مسکونی در بریتانیا است که در Derbyshire واقع شده‌است.